# Farní sbor Českobratrské církve evangelické v Jimramově
Farní sbor Českobratrské církve evangelické v Jimramově je sborem Českobratrské církve evangelické v Jimramově. Sbor spadá pod poličský seniorát.
Farářkou sboru je Elen Plzáková a kurátorkou sboru je Jana Kadeřávková.

## Faráři sboru
- Michal Blažek (1784–1827)
- Jiří Opočenský (1829–1842)
- Josef Totušek (1867–1899)
- Jan Volek (1908–1923)
- František Rozbořil (1924–1932)
- Ota Prosek (1933–1946)
- Jiří Novotný (1947–1951)
- Jiří Širůček (1951–1970)
- Jan Keller (1971–1981)
- Jiří Tomeš (1982–1990)
- Tomáš Jirků (1991–2012)
- Ida Tenglerová (2012–2013)
- Jaroslav Coufal (2013–2018)
- Elen Plzáková (od roku 2019)